# Margine commerciale
Il calcolo del margine commerciale (MC) è una delle molteplici tecniche atte a rilevare la redditività/profittabilità di un prodotto ed è largamente utilizzato dalle imprese che operano nel mercato della distribuzione.
La marginalità può essere calcolata anche in riferimento a più unità di prodotto (ad esempio per intere famiglie merceologiche, reparti, categorie, aree ecc.)
Il MC, espresso sempre in percentuale, è uguale al rapporto fra il margine di intermediazione (differenza fra COSTO DI ACQUISTO del prodotto, riportato in fattura debitamente emessa dal fornitore industriale e Prezzo DI VENDITA applicato dal distributore) e il Prezzo di VENDITA al netto iva.
{\displaystyle {\frac {PrezzoVendita-IVA-CostoAcquisto}{PrezzoVendita-IVA}}\cdot 100}
Se quindi abbiamo più unità di prodotto acquistato/venduto:
{\displaystyle MC={\frac {FatturatoTotale-CostoTotaleDiAcquisto}{FatturatoTotale}}\cdot 100}
Dove l'espressione (Fatturato_Totale - Costo_Totale_Di_Acquisto) va a indicare il cosiddetto Margine Complessivo.
Notiamo quindi che il Margine Complessivo non è espresso (a differenza del Margine Commerciale) in termini percentuali e in rapporto al prezzo/fatturato di vendita.
Il Costo Totale D'acquisto (o Costo del Venduto) è la principale voce di costo variabile per un'impresa commerciale. Quando al Margine complessivo sottraiamo tutti gli altri costi variabili sostenuti otteniamo il Margine di contribuzione, particolarmente utile per le formule del punto di pareggio.
Alla validità e alla semplicità teorica del calcolo del MC si frappongono tuttavia altre misure più complesse (DPP/DPC; Margini per unità di spazio ecc.) ma in grado di offrire un quadro più completo che aiuti il dettagliante ad attivare le corrette azioni/strategie per incrementare il risultato reddituale.
Altra misura simile per semplicità di utilizzo è il mark-up (MU) o ricarico che invece esprime il prezzo di vendita del prodotto attraverso una maggiorazione applicata al costo di acquisto. Il MU, espresso in percentuale, rappresenta la differenza fra il Prezzo DI VENDITA e il COSTO DI ACQUISTO del prodotto rapportata al COSTO di ACQUISTO dello stesso.
{\displaystyle {\frac {PrezzoVendita-CostoAcquisto}{CostoAcquisto}}\cdot 100}
Le relazioni intercorrenti fra MC e MU sono:
{\displaystyle MU(\%)={\frac {MC}{100-MC}}\cdot 100}
{\displaystyle MC(\%)={\frac {MU}{100+MU}}\cdot 100}